# Beckov
Beckov (em alemão: Beckow; húngaro: Beckó) é um município da Eslováquia, situado no distrito de Nové Mesto nad Váhom, na região de Trenčín. Tem 28,63 km² de área e sua população em 2018 foi estimada em 1.389 habitantes.

## Demografia
| Ano:        | 1994 | 2004   | 2014   | 2024   |
| ----------- | ---- | ------ | ------ | ------ |
| Broj ljudi: | 1360 | 1367   | 1349   | 1458   |
| Razlika:    |      | +0,51% | -1,31% | +8,08% |

| Ano:               | 2023 | 2024   |
| ------------------ | ---- | ------ |
| Número de pessoas: | 1466 | 1458   |
| Diferença:         |      | -0,54% |